# Нурбулак (Казахстан)
Нурбула́к (каз. Нурбұлақ) — село у складі Алгинського району Актюбінської області Казахстану. Входить до складу Караагаського сільського округу.
До 2009 року село називалось Шибаєвка.
Населення — 541 особа (2021; 435 у 2009, 363 у 1999, 270 у 1989).